# Австралийская хоккейная лига
Австралийская хоккейная лига (англ. Australian Ice Hockey League (AIHL)) — австралийская хоккейная лига под патронажем Федерации хоккея Австралии (член ИИХФ с 1950 года). Игроки лиги являются полупрофессионалами (т.е. они не платят за выступления в лиге, не получают заработную плату, но в то же время им оплачивают перелёты, питание, размещение в гостинице). Лига активно привлекает игроков из других лиг, в основном из североамериканских.
В Австралийской хоккейной лиге играют по правилам ИИХФ, но с некоторыми изменениями Австралийской Федерации Хоккея. В числе прочих, изменения касаются продолжительности матча. Вместо стандартных трех периодов по 20 минут матчи проходят по следующей схеме - первый и второй периоды играются по 15 минут, а третий 20 минут.
Команда, победившая в плей-офф награждается Кубком Гуделла, который в 1909—2000 годах вручался победителю чемпионата среди сборных команд штатов Австралии.

## Команды Лиги
- Аделаида Эвеланш
- Брисбен Блю Тангс
- Канберра Найтс
- Сентрал Коуст Ринос
- Мельбурн Айс
- Ньюкасл Нортстарз
- Сидней Бирз
- Вест Сидней Айс Догз
- Перт Тандер